# Sør-Varanger
Sør-Varanger (en sami septentrional: Matt-Várjjaga; en finès: Etelä-Varangin; en kven: Etelä-Varengin) és un municipi de Noruega situat al comtat de Finnmark. Anteriorment el municipi s'havia anomenat Sydvaranger. Té 10,171 habitants (2018) i la seva superfície és de 3.967 km².
El municipi es troba a la part sud-est del comtat, en una zona de taigà, i limita a l'oest amb el municipi de Nesseby, a l'est amb l'óblast de Múrmansk (Rússia) i al sud-oest amb el municipi finès d'Inari. El centre administratiu del municipi és la ciutat de Kirkenes. Els altres pobles del Sør-Varanger són Bjørnevatn, Bugøynes, Elvenes, Grense Jakobselv, Hesseng, Jakobsnes, Neiden, i Sandnes.

## Etimologia
El topònim de Sør-Varanger prové del nom del gran fiord de Varanger (en nòrdic antic: Ver(j)angr), situat a la riba nord del municipi. La primera part ver significa "pobre de pescadors", i l'última part angr significa «fiord». Sør significa «sud» en noruec. Fins al 1918, el nom del municipi s'escrivia Sydvaranger (que també significa «Varanger del sud»). Fins al 1964 hi havia un municipi anomenat Nord-Varanger, situat al nord del fiord, actualment dins del municipi de Vadsø.

## Història

### Prehistòria
Les construccions de laberints prehistòrics a Holmengrå possiblement es van utilitzar amb finalitats religioses.

### Història antiga
Els habitants originaris de la zona són els samis skolts. Aquest grup sami emigrà a la costa i a l'interior a l'actual territori noruec, finlandès i rus molt abans que existissin les fronteres entre els tres estats. Al segle XVI aquest poble es convertí a la fe ortodoxa russa, i encara avui la capella de Sant Jordi de Neiden, datada l'any 1565, és un recordatori de la influència oriental.
El 1826, les àrees prèviament en disputa van ser dividides entre Noruega i Rússia, causant grans dificultats per als sami. L'Estat noruec va convidar a colons noruecs a traslladar-se a la zona, i des de llavors es construïren d'esglésies luteranes per contrarestar l'herència ortodoxa, en particular la Capella del rei Òscar II, situada immediatament a l'oest de la frontera amb Rússia. L'històric pas fronterer era al llogaret de Skafferhullet (que fou reemplaçat per l'actual estació actual de Storskog).

### Història moderna
El municipi de Sør-Varanger fou establert l'1 de juliol de 1858 quan el districte sud del municipi de Vadsø, de 1.171 habitants, es va separar per formar un nou municipi. Les fronteres del municipi no han canviat des d'aleshores.
Durant el segle xix, els colons finlandesos (els kven) arribaren a les valls, i des del 1906 arribaren noruecs a la zona a causa de la mineria de ferro posada en marxa prop de Kirkenes. Després del Tractat de Tartu, l'àrea de Petsamo (actual Petsjenga) fou cedida a Finlàndia, i Sør-Varanger (i Noruega) ja no limitava amb Rússia, fins que Finlàndia va haver de cedir de nou el territori a la Unió Soviètica l'any 1944.
El 1906, la companyia Sydvaranger va obrir una mina al municipi i quatre anys després de la inauguració la mina va ser connectada al port de Kirkenes a través de la Línia de Kirkenes-Bjørnevatn, la línia de ferrocarril més septentrional del món. La mina es tancà el 1996, però tornà a obrir el 2009.
En un informe de l'any 1944 al primer ministre de Noruega a l'exili, un funcionari noruec (embedsmann) a Finlàndia —Thore Boye— va dir que soldats noruecs havien [rapat] tallat (snauklippet) [els cabells de] «vint-i-cinc noies joves, alguns d'elles casades, que havien estat assenyalades per homes locals d'haver tingut relacions amb soldats alemanys».

## Escut d'armes
L'escut d'armes és modern. Se'ls va concedir el 16 d'abril de 1982. Les armes mostren tres flames vermelles en un fons daurat. L'escut simbolitza la importància del nombre tres: les tres principals fonts d'ingressos són l'agricultura, la mineria i la pesca; els tres rius principals que formen les fronteres de Noruega, Rússia i Finlàndia; i les tres cultures presents al municipi: la noruega, la finlandesa, i la sami.

## Esglésies

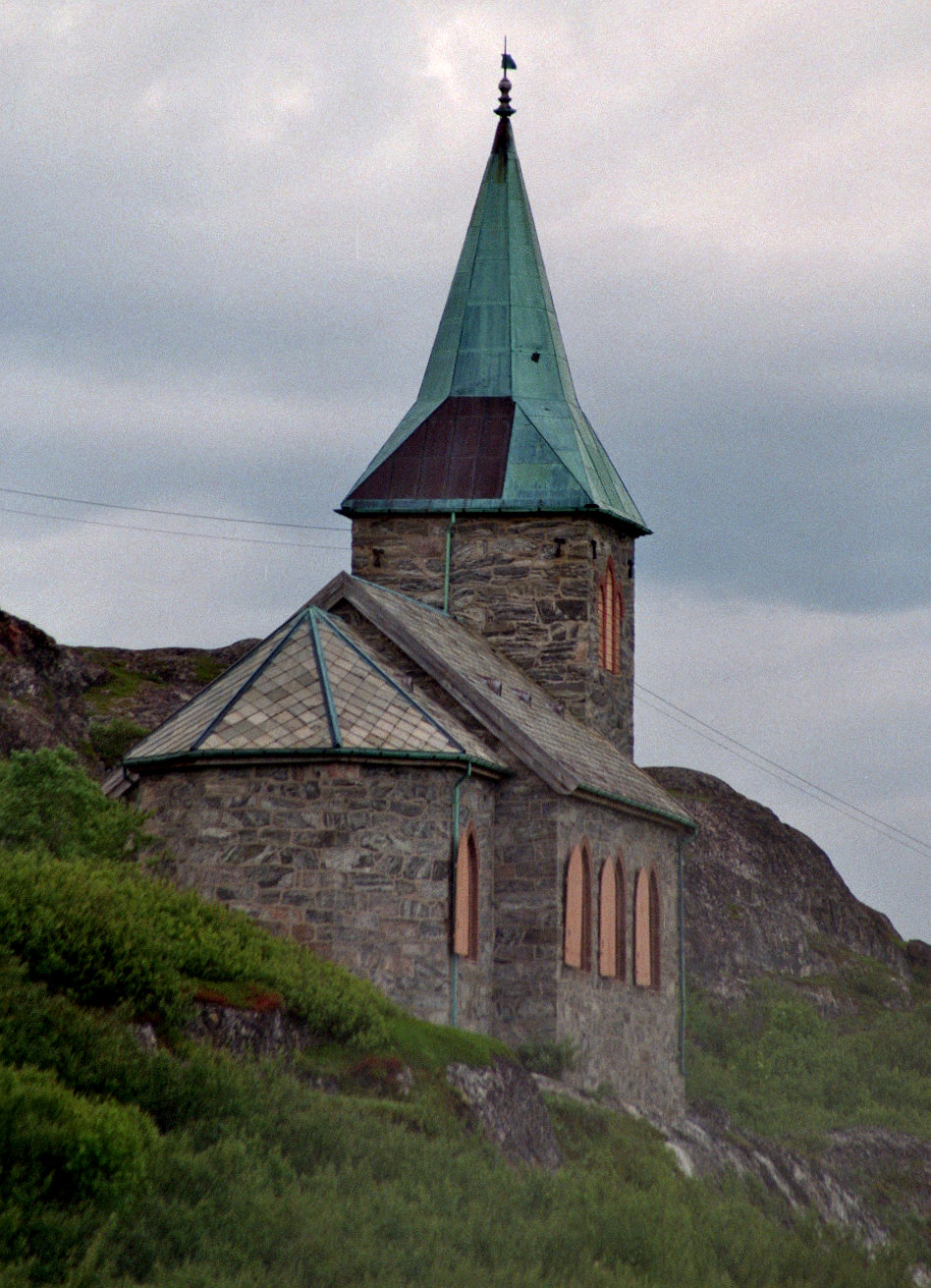
Capella del Rei Òscar II

Al municipi hi ha cinc capelles, tots construïdes als segles xix i xx. La capella principal és la del Rei Òscar II.
| Parròquia (Sokn) | Nom de la capella        | Localització de la capella | Any de construcció |
| ---------------- | ------------------------ | -------------------------- | ------------------ |
| Sør-Varanger     | Capella de Bugøynes      | Bugøynes                   | 1989               |
| Sør-Varanger     | Capella de Kirkenes      | Kirkenes                   | 1959               |
| Sør-Varanger     | Capella del Rei Òscar II | Grense Jakobselv           | 1869               |
| Sør-Varanger     | Capella de Neiden        | Neiden                     | 1902               |
| Sør-Varanger     | Capella d'Elvenes        | Elvenes                    | 1934               |

## Geografia

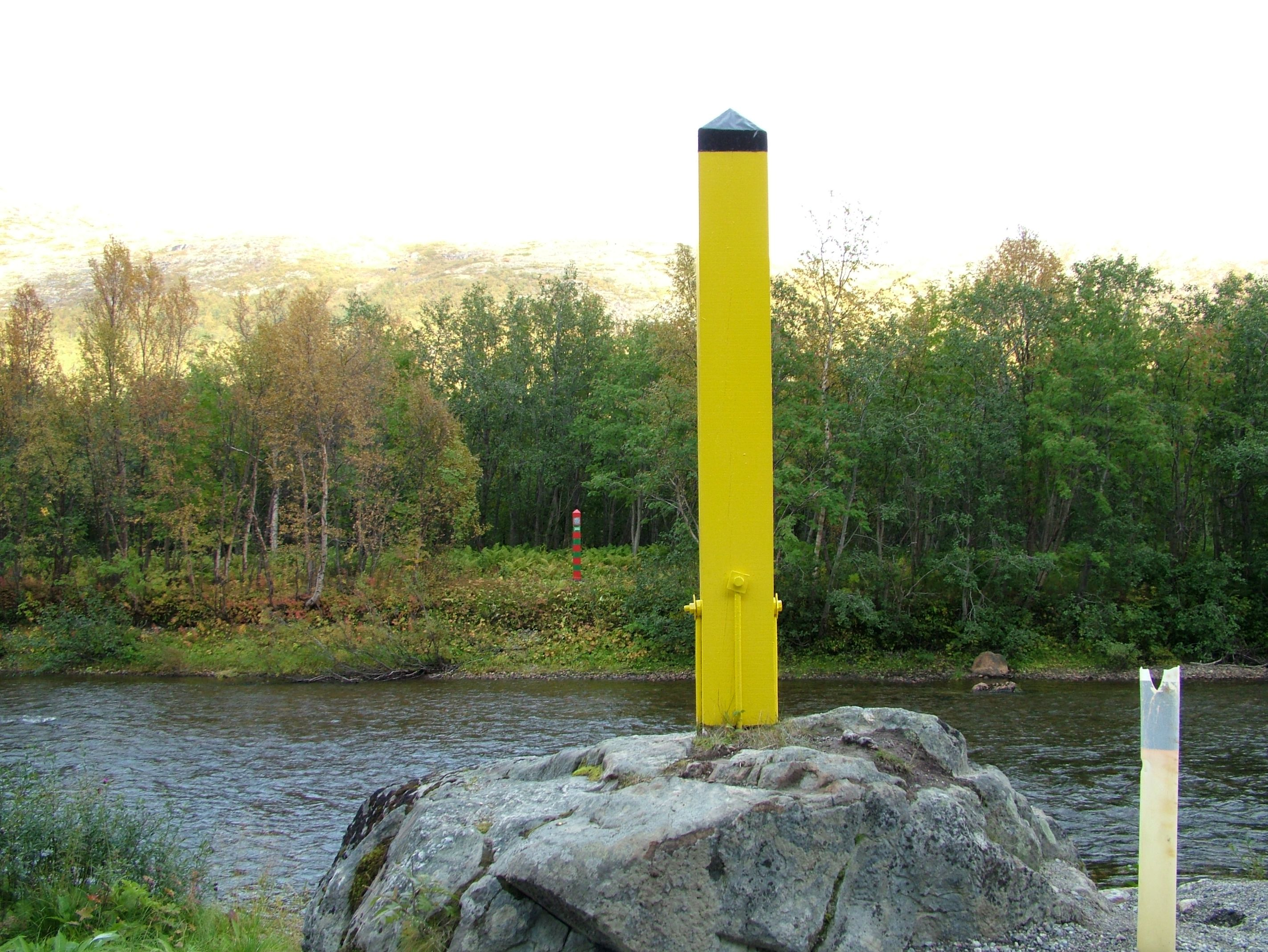
La frontera amb Rússia transcorre per Grense Jakobselv al nord-est, a prop del mar de Barents.

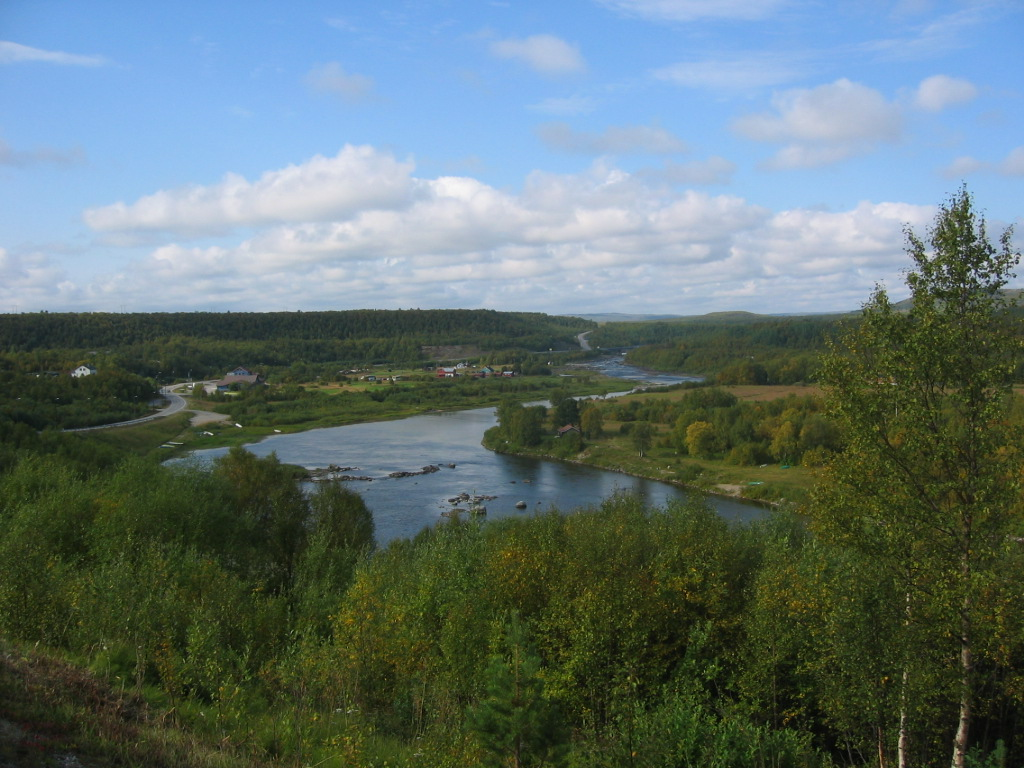
El rius de la zona hi és abundant el salmó, que al municipi és pescat tradicionalment mitjançant una tècnica inusual.

Sør-Varanger té una vasta superfície d'uns 3.700 quilòmetres quadrats, situada entre Finlàndia i Rússia. La major part de la zona és de poca altitud coberta per bosc de pins i bedolls, amb seccions estèrils a la costa del mar de Barents.
El fiord de Varanger transcorre al llarg de la zona nord del municipi. La gran illa de Skogerøya es troba al costat oest del fiord. La muntanya Skogerøytoppen és la més alta de Skogerøya. El Far de Bøkfjord es troba al llarg de la desembocadura del fiord de Varanger.
El centre administratiu del municipi de Sør-Varanger és la ciutat de Kirkenes, ubicada en una península del fiord de Varanger. Els altres pobles són Bugøynes i Neiden, a més d'altres poblets al llarg del riu Pasvikelva. L'aeroport local és l'Aeroport de Kirkenes-Hoybuktmon', que és també un camp militar.
La flora de la zona és part de la taigà russo-siberiana, incloent uns quants centenars d'avetoses de la varietat russa. També hi ha ossos que habiten a la vall superior, especialment al Parc nacional d'Øvre Pasvik, a l'Àrea Paisatgística Protegida d'Øvre Pasvik i la Reserva Natural de Pasvik.
Els llacs del municipi són Ellenvatn, Gardsjøen, Garsjøen, Klistervatnet, i Ødevatn. Entre els fiord hi ha el Korsfjorden.

## Política
Tots els municipis de Noruega, incloent Sør-Varanger, són responsables de l'educació primària, l'assistència sanitària, els serveis de la tercera edat, la desocupació i altres serveis socials, la zonificació, el desenvolupament econòmic, i les carreteres municipals. El municipi és governat per un consell municipal de representants electes, que al seu torn elegeixen un alcalde.

### Consell municipal
El consell municipal de Sør-Varanger es compon de 25 representants que són elegits cada quatre anys. Els resultats de les eleccions 2011-2015 són els següents: 
Resultats eleccions municipals 2015 - Sør-Varanger
| Partit polític | Partit polític            | Representants |    |
| -------------- | ------------------------- | ------------- | -- |
|                | Arbeiderpartiet           | 15            |    |
|                | Fremskrittspartiet        | 2             |    |
|                | Høyre                     | 5             |    |
|                | Senterpartiet             | 5             |    |
|                | Sosialistisk Venstreparti | 2             |    |
| Total          | Total                     | 29            | 29 |

### Alcalde
Des del 2011, l'alcaldessa de Sør-Varanger és Cecilie Hansen, del Senterpartiet.

## Llocs d'interès

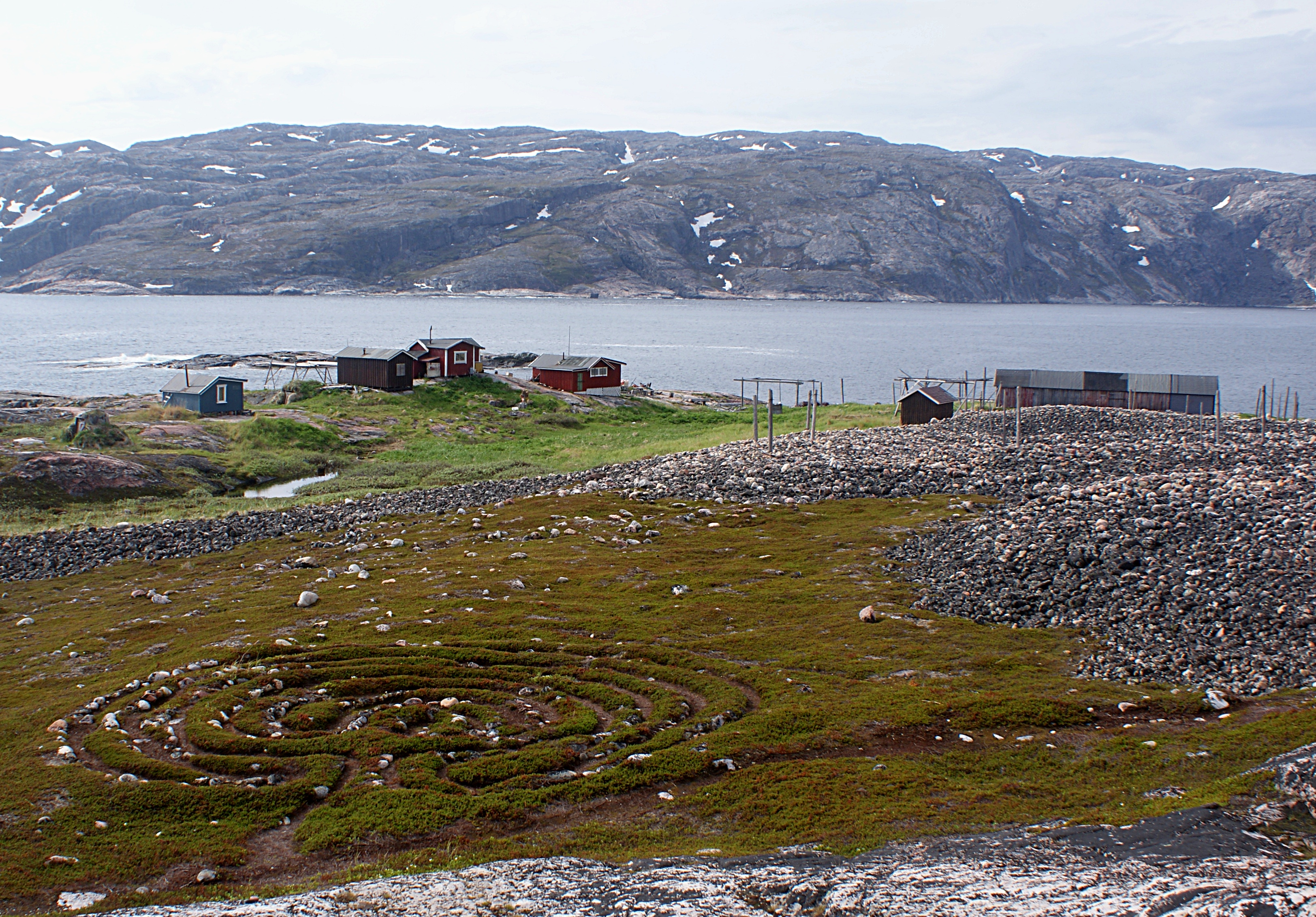
Construccions laberíntiques prehistòriques de Holmengrå

Els punts d'interès de la zona són la capella ortodoxa de Sant Jordi a Neiden, la Capella del Rei Òscar II a Grense Jakobselv a la frontera russa (construïda el 1869 amb motiu de la frontera) i construccions laberíntiques prehistòriques a Holmengrå, probablement utilitzat amb fins religiosos .
Les activitats més populars d'oci inclouen la pesca del salmó en un dels nombrosos rius, a la caça d'ants i gall fer comú, i la conducció de motos de neu. Molts habitants també posseeixen i utilitzen amb freqüència una cabana situada en les parts més remotes del municipi.

## Transport

### Aeroports

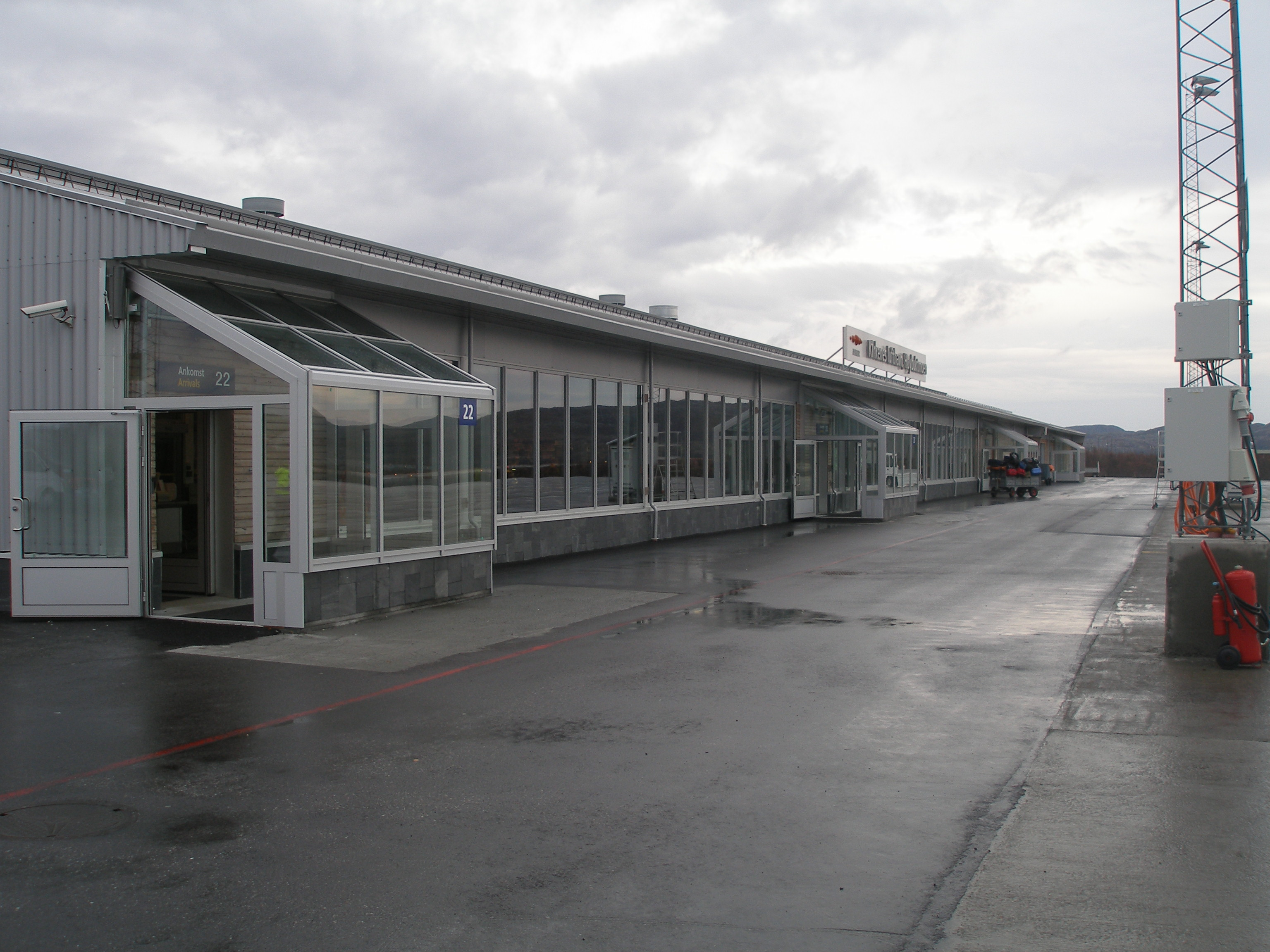
l'Aeroport de Kirkenes-Hoybuktmon

El municipi consta de l'Aeroport de Kirkenes-Hoybuktmon, que serveix com el principal aeroport primari per a l'est del comtat de Finnmark. Situat a 10 quilòmetres a l'oest de Kirkenes, l'aeroport compta amb un 2.115 metres de llarga pista que permeten a Scandinavian Airlines i a Norwegian Air Shuttle operar vols directes a Oslo. A més Widerøe utilitza l'aeroport com un centre d'aeroports regionals a tot Finnmark. L'aeroport va atendre 301,190 passatgers el 2011.

### Ferrocarrils
La Línia de ferrocarril de Kirkenes-Bjørnevatn és de 8,5 quilòmetres, que transcorre entre Kirkenes i Bjørnevatn. Propietat de Northern Iron, el ferrocarril de via única s'utilitza exclusivament per transportar 20 trens de mineral de ferro tots els dies al port en Kirkenes. Era el ferrocarril més septentrional del món fins al 2010. Hi ha propostes per connectar la línia a una o ambdues de les xarxes ferroviàries finlandeses i russes.

### Vehicle privat
La carretera europea E06 ruta té el seu punt final al nord de la ciutat de Kirkenes. L'autopista E105 té el seu punt final al nord al poble de Hesseng, just al sud de Kirkenes. Que els caps d'autopista sud a Rússia a través del pas fronterer de Storskog, l'únic encreuament públic legal a la frontera entre Noruega i Rússia.